# Jimmy Demaret
Pour les articles homonymes, voir Demaret.
James Newton Demaret dit Jimmy Demaret, né le 24 mai 1910 à Houston (Texas) et mort le 28 décembre 1983 à Houston à l'âge de 73 ans, était un golfeur professionnel américain. Au cours de sa carrière (de 1935 à 1957), il a remporté trente-et-un tournois de la PGA Tour dont trois victoires au Masters d'Augusta en 1940, 1947 et 1950.
Demaret est intégré au Hall of Fame du golf en 1983 et considéré comme l'un des vingt meilleurs golfeurs du XXe siècle selon le Golf Digest Magazine. Après sa carrière sportive, il devient consultant sportif pour la télévision concernant le golf. Il est également à l'origine de la création du Golf Club de Houston dans les années 1960 qui a notamment accueilli le Ryder Cup en 1967 et l'Open américain en 1969.

## Palmarès
Victoires en Grand Chelem : 3
| Année | Majeur  | Score                | Écart   | Finaliste(s)                 |
| 1940  | Masters | -8 (67-72-70-71=280) | 4 coups | Lloyd Mangrum                |
| 1947  | Masters | -7 (69-71-70-71=281) | 2 coups | Byron Nelson Frank Stranahan |
| 1950  | Masters | -5 (70-72-72-69=283) | 2 coups | Jim Ferrier                  |